# Neuer Automobil- und Verkehrs-Club
Der Neue Automobil- und Verkehrs-Club (NAVC) ist ein deutscher Automobilclub, der sich 1965 aus dem damaligen DKW-Clubverband gründete. Aus der anfänglichen Bezeichnung NAC (Neuer Deutscher Automobil-Club) wurde 1970 der NAVC. Die Clubverwaltung befindet sich in Albersweiler (Rheinland-Pfalz). Der NAVC betreibt keine eigenen Pannenhilfs- und Abschleppwagen, sondern stellt diese Leistungen durch Verträge mit Fremdfirmen sicher. Als Dienstleistungsunternehmen ist der Vertragspartner derzeit Europ Assistance für Leistungen im In- und Ausland wie Abschlepp- und Pannenhilfe, Fahrzeugrückholung und vieles mehr.

## Struktur
Der Verein organisiert sich durch ein von den Ortsclubdelegierten gewähltes Präsidium. Dieses besteht aus dem ersten, dem zweiten und Sportpräsidenten. Ergänzt wird das Präsidium durch den Beiratsvorsitzenden der Landesverbände. Der Club unterteilt sich in 12 Landesverbände. Den einzelnen Landesverbänden gehören insgesamt 74 Ortsclubs an. Das Programm der Ortsclubs besteht aus vielen Amateurmotorsport- und gesellschaftlichen Veranstaltungen.

## Motorsport
Der Verein repräsentiert einen Teil der deutschen Amateur-Rennsportszene in den Disziplinen Slalom, Bergslalom, Bergrennen, Rundstreckenrennen, Orientierungsfahrt, Rallye, Kartslalom und Kartrennen. Der NAVC Motorsport wird von der Deutschen Amateur Motorsportkommission reglementiert, die auch Meisterschaften in allen Sparten ausschreibt.
Jugendliche ab 8 Jahren können unter Anleitung von Übungsleitern im Kartsport die ersten Erfahrungen auf clubeigenen Karts sammeln.